# Австралійсько-американські відносини

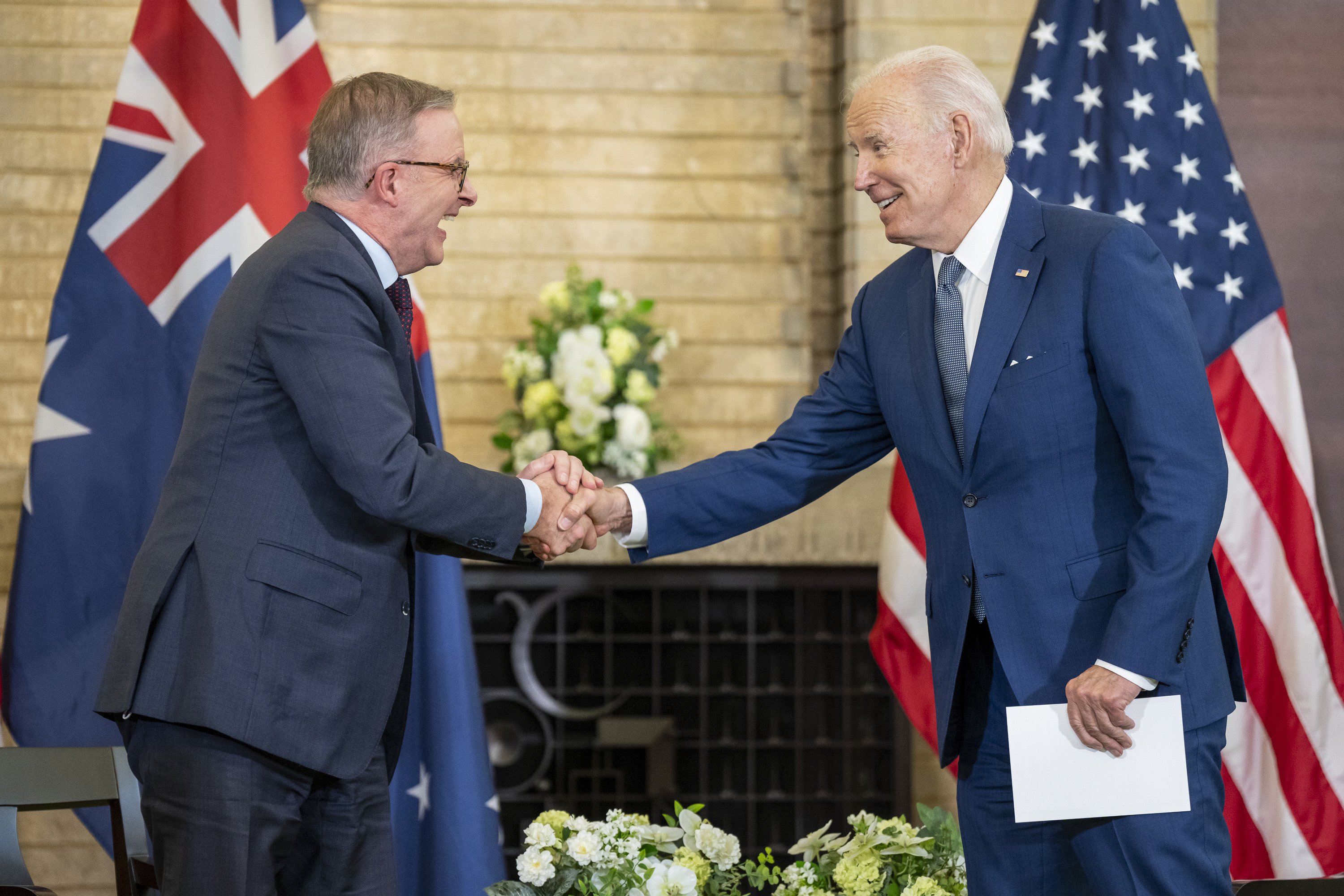
Ентоні Альбанезе та Джо Байден, Токіо, 2022

США розглядають Австралію як корабель, який ніколи не потоне. Держави об'єднані спільною історією, багатством стародавніх культур та багатонаціональними націями, які формувалися переважно з іммігрантів, величні морські держави. Це нові країни світу, країни, в яких діють закони, демократія, де панує вільна система торгівлі і конкурентоспроможної економіки. Двосторонні відносини між США і Австралією є одними з найбільш пропрацьованих і функціонально успішних векторів зовнішньої політики Австралійського Союзу. Разом держави належать до низки міжнародних урядових та неурядових організацій, включаючи ООН, Регіональний Форум АСЕАН, АТЕС, групу G20, МВФ, Світовий Банк, Організацію економічного співробітництва та розвитку, а також СОТ.

## Історія становлення відносин
Сполучені Штати встановили дипломатичні відносини з Австралією в 1940 році, після визнання Сполученим Королівством внутрішньої і зовнішньої автономії Австралії в рамках Британської імперії. Інші джерела вказують, що зародження австралійсько-американських відносин сталося в грудні 1941 р., коли японці атакували Перл Харбор. Певна річ, Австралія як і раніше підтримувала стосунки із колишньою метрополією, однак, відбулося відсторонення від зовнішньої політики Англії, яке тривало ще від початку війни. Натомість, орієнтація на Сполучені Штати Америки посилилась і, як наслідок, Австралійський Союз став найголовнішим партнером США в Тихому океані.
Насамперед, Роберт Мензис і Персі Спенсер відіграли основоположну роль у зародженні відносин між державами. На початку корейської війни 1948 року Мензис направив австралійські військові судна на допомогу США, а невдовзі — 1951 року між Австралією, Новою Зеландією і США був укладений Тихоокеанський пакт безпеки — АНЗЮС, який досі є суттєвою складовою австралійської політики у сфері оборони. Спенсер вважав, що відносини з США важливіші для національних інтересів Австралії. Назва цього тристороннього договору пояснюється першими літерами країн-учасників, тобто Australia, New Zealand, the United States. Укладений за ініціативи США, договір пропагує глобальну мету — попередження військових конфліктів задля підтримки світового миру, особливо в АТР. Однак згідно з угодою, США не висувають себе як гарантів світового миру й безпеки і не беруть на себе цю відповідальність. Термін дії Тихоокеанського пакту безпеки обумовлено не було. З того часу роль США на регіональному і глобальному рівнях стала визначальною для Австралії і Тихоокеанського регіону.

## США і Австралія у XXI столітті
Активізація відносин між Австралією та США відбулася 2011 року під час офіційного візиту президента США Барака Обами. Він чітко наголосив, що Сполучені Штати мають намір відігравати довгострокову роль у формуванні майбутнього АТР. Така присутність в Австралії важлива не тільки з економічних і торгових інтересів, а також як своєрідний гарант безпеки в регіоні у зв'язку з провокативними діями Північної Кореї, посиленням Китаю, а також поширенням ядерної зброї, що по-новому актуально і сьогодні.
На той час для Австралії та США все більшої ваги набуло поняття Транстихоокеанське партнерство. Обидві країни активні учасники Регіонального форуму АСЕАН — структури, яка, за словами Дж. Керрі, «відіграватиме ключову роль у превентивній дипломатії». У новій епосі держави запевняють, що їхні відносини становитимуть ядро гармонії в Азійсько-Тихоокеанському регіоні і Індійському океані.
«П'ятий континент» — важлива опора США у Тихоокеанському регіоні, який нині починають називати Індо-Тихоокеанським, або Індо-Тихоокеанська Азія за ініціативи держсекретаря США Хілларі Клінтон. Ця доктрина відома і під назвою «Тихоокеанське століття Америки».

## Політичні відносини
Політична співпраця держав в основному зосереджена на форматі щорічних двосторонніх зустрічей Австралія — США, відомих під назвою AUSMIN (англ. Australia — United States Ministerial Consultations), які сприяють налагодженню співпраці у зовнішній політиці та питаннях оборони. Консультації надають широкі можливості для обговорення та обміну поглядами, підходами до важливих глобальних і регіональних політичних питань, а також до поглиблення двосторонньої співпраці. Започатковані 1985 року внаслідок розколу в АНЗЮС, зустрічі є актуальними досі. Місце проведення зустрічей визначається почергово — одного року в США, наступного в Австралії.
2010 рік ознаменувався 25-ою річницею від першої AUSMIN, а також 70-ою річниця дипломатичних відносин між США і Австралією. Це була вже друга зустріч з адміністрацією Барака Обами, що відображало тривалий стратегічний зв'язок держав. Акцентували увагу на взаємодії у військовій та безпековій сферах, зокрема на координації спільних дій в Афганістані і пошуку нових шляхів розвитку відносин між державами. Було опубліковано спільну заяву про співробітництво в боротьбі проти насилля щодо жінок, оскільки близько 30 % жінок і дівчат зазнають фізичного або сексуального насилля протягом свого життя, і цей показник набагато вищий в зонах конфліктів. Австралія та Сполучені Штати як демократичні і правові держави зобов'язалися підтримувати зв'язок з організацією Жінки ООН під керівництвом Фумзіле Мламбо-Нгкука.
Австралія та США підтримують позицію Індії як точки опори в Індо-Азійсько-Тихоокеанському регіоні. Вони мають намір розширити тристороннє співробітництво з нею у галузях морської і енергетичної безпеки. Водночас, мова йшла про створення позитивних і конструктивних відносин з Китаєм, в тому числі шляхом діалогу з питань стратегічної безпеки і розширення практичного співробітництва у підтримці регіонального миру і міжнародного права.
У зв'язку із активною діяльністю Китаю в АТР, а також збільшення його присутності в Південнокитайському морі, Австралія і США разом висловлюють занепокоєння щодо безпеки в регіоні, закликають усіх акторів міжнародних відносин діяти згідно з міжнародним правом. Держави підтримують План стабільного розвитку ООН 2030 з акцентом на економічному зростанні, гендерній рівності, розширення прав і можливостей жінок, підтримки миру і управління.

## Військове партнерство
Переосмислення поняття безпеки після подій 11 вересня в США стало ключовим фактором активізації і переформатування військових відносин між державами. Прем'єр-міністр Австралії Джон Говард був одним з найвідданіших прихильників президента Джорджа Буша на міжнародній арені, який підтримав вторгнення США до Афганістану та інтервенцію в Ірак; відправивши 1550 загонів військових до Афганістану. За весь період війни Австралія залишалася найбільшим постачальником військової допомоги, при цьому не входячи до Північноатлантичного альянсу (див. Партнерство з розширеними можливостями). Згодом у 2004 р. уряди держав підписали угоду про зону вільної торгівлі; газета «Sydney Morning Herald» відразу ж назвала цей договір «нагородою» за вагомий внесок Австралії в операціях на Близькому Сході. За підсумками візитів між США та Австралією було вирішено не створювати нових баз, а зміцнювати наявні. 

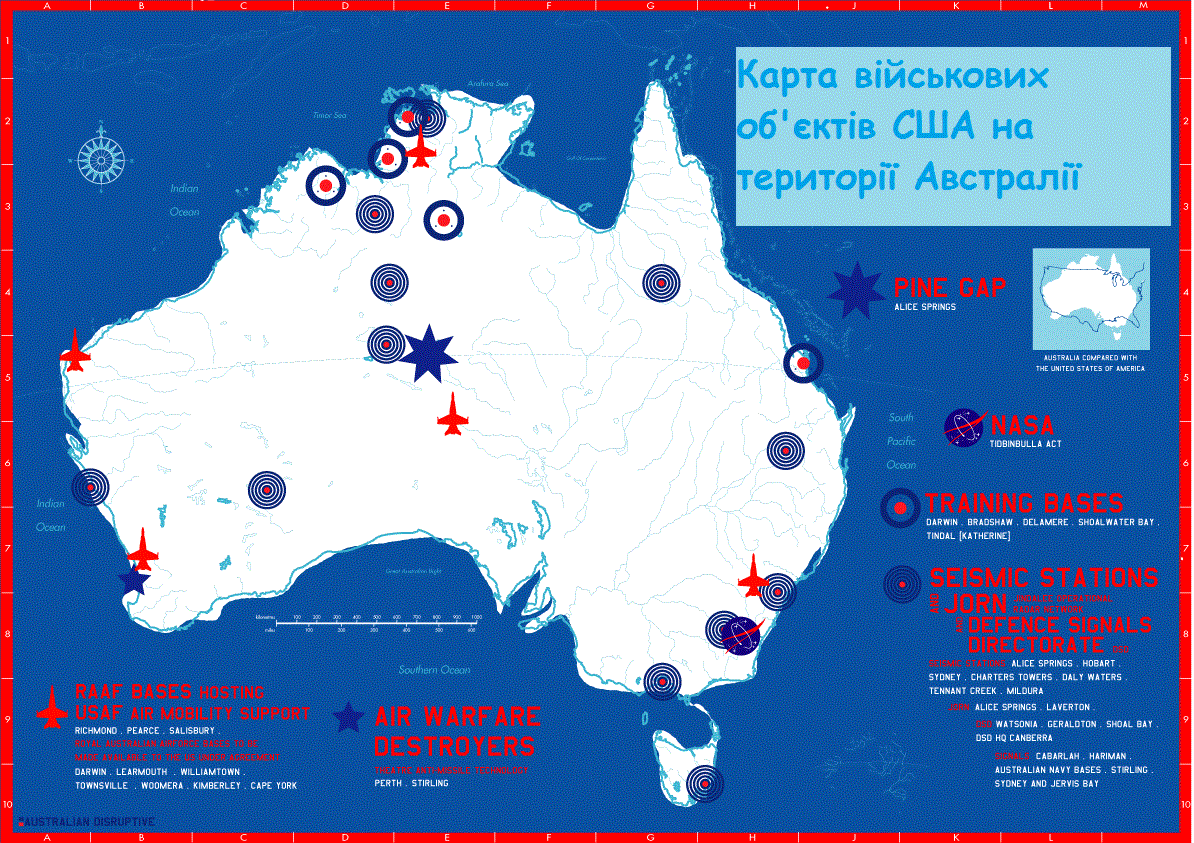
Розташування об'єктів військового значення США на території Австралії

 Передбачалося, що у м. Дарвін розгорнуть загін чисельністю 250 морських піхотинців, а до 2017 р. — контингент в 2,5 тис. солдат частково передислокованих з Японії. За погодженням сторін, основне завдання ВПС і ВМС полягатиме в стабілізації ситуацій на північ від континенту.
Американські та австралійські керівники погодили, що ідеальне місце для розміщення пілотованих розвідувальних літаків США і безпілотних літальних апаратів Global Hawk, що мають велику висоту польоту і не несуть бойового навантаження, є австралійські Кокосові о-ви за 2700 км від Австралії. Варто відзначити, що ВМС США розробили нову версію Global Hawk, яка відома під назвою Broad Area Maritime Surveillance drone (BAMS — безпілотний літальний апарат морської розвідки на великій території). За умови дислокації на Кокосових островах літаки легко зможуть здійснювати розвідувальні польоти над Південнокитайським морем. І все це задля реанімації АНЗЮСу.

## Економічні відносини
Важливим елементом двосторонньої співпраці є економічні відносини. Між державами діє Угода про вільну торгівлю (AUSFTA) від 2005 року, яка сприяє лібералізації торгівлі та активізації інвестиційних відносин. Договір передбачає очевидні переваги для австралійських виробників, адже більше 97 % американських несільськогосподарських тарифних позицій (за винятком текстилю та одягу) стали безмитними. В основному, експорт із США до Австралії складає обладнання, транспортні засоби, оптичні та медичні інструменти, літаки і товари для функціонування агропромислового комплексу. Імпорт США включає дорогоцінне каміння, метали, сільськогосподарську продукцію і волокно-оптичні та медичні інструменти. Сполучені Штати є також найбільшим іноземним інвестором для Австралії з-поміж усіх країн світу на суму близько 1,63 млрд дол., що у 6 разів більше за американські інвестиції в Китаї. Це критично важливо для інфраструктури газових родовищ і будівництва сільськогосподарського сектору. Австралія інвестує в США близько 1,43 млрд доларів, що в 20 разів перевищує такі ж в Китаї; більше 10 тис. австралійських компаній розвивають бізнес в Сполучених Штатах.
Австралійська сторона зуміла створити міцну основу для сприяння визнанню кваліфікацій у професійних послугах на території США, що створювало перепони у культурно-науковому співробітництві. Крім цього, Австралія — вагомий експортер освітніх послуг в США відбулася взаємна гармонізація австралійських і американських законів про інтелектуальну власність. Повітряне сполучення між США та Австралією регулюється окремою двосторонньою угодою «Відкрите небо» від 2008 року.
Завдяки AUSFTA Австралії отримала основи співробітництва у галузі фінансів, що пов'язують її з найбільшим ринком фінансових послуг у світі.
Держави працюють у тісному співробітництві в рамках Світової організації торгівлі; активні члени форуму Азійсько-Тихоокеанського економічного співробітництва; разом брали участь у переговорах про Транс-Тихоокеанське партнерство, хоча новий президент США заявляє про відмову від участі у проекті.

## Культурна співпраця
Співробітництво розвивається в галузі кінематографії. Разом США і Австралія працювали над такими кінострічками, як «Хроніки Нарнії: Світанкова подорож», «Красуня і чудовисько», «Будинок воскових фігур». Останнім спільним проектом була робота над черговою частиною «Піратів Карибського моря: Помста Салазара». Американська Кінокомпанія Walt Disney Pictures шукала підтримки австралійського уряду для знімань фільму. Австралійський уряд пропонував 21,6 млн дол. для фільму «20 тисяч льє під водою» Девіда Фінчера, однак його відмінили; тоді погодили виділити ці кошти на «Піратів». Сенатор штату Квінсленд Джордж Брандіс підтвердив, що це найбільший внесок Австралії, який вона коли-небудь робила у фінансування кіновиробництва і це буде найбільшим міжнародним художнім фільмом, якого ще ніколи не знімали в Австралії.
На додаток, низка австралійських виконавців є всесвітньо популярними саме завдяки співпраці з американськими студіями звукозапису внаслідок налагоджених зв'язків і свободу в пересуванні. Наприклад, світовими зірками в музиці стали поп-співачка Кайлі Міноуг, сольний виконавець Нік Кейв, інді-гурти John Butler Trio, Gotye, The Bee Gees та рок-група AC/DC.
Перспективним напрямком міждержавного співробітництва є чиста енергетика, а саме залучення у сім науково-дослідних проектів, які ґрунтуються на використанні екологічно чистої енергії та енергозберігальних технологій для зменшення викидів вуглецю в атмосферу. Сполучені Штати, як і раніше, партнер Австралії № 1 у спільних публікацій в галузях астрономії, молекулярної біології і фізики. Університети обох країн займають чільні місця у міжнародних рейтингах. Між навчальними закладами укладено більше 800 угод, які сприяють науково-дослідній співпраці між країнами, а також здійсненню культурно-обмінних програм, наприклад, проект Фулбрайта (Fulbright).

## Сучасність
Перспективи розвитку відносин між Австралією та США досить непевні на сучасному етапі. Транс-Тихоокеанське партнерство, як найбільш масштабний проект чи не за всю історію, внаслідок рішення Дональда Трампа про вихід США з нього, опинилося під загрозою. Попри це, М. Тернбулл не виключає, що позиція Вашингтона щодо цього договору може змінитися. Таке припущення базується на тому, що держсекретар Рекс Тіллерсон — давній прихильник ТТП, а крім того, проект схвалюють республіканці в Конгресі. Критики нарікають на секретність угоди, яка укладена в інтересах великого бізнесу і інших держав, що ставить під загрозу національний суверенітет Америки. Водночас, прем'єр-міністр допускає можливість розвитку ТТП і без США, за участі КНР, незважаючи на те, що однією з цілей угоди було обмеження економічного впливу Китаю в регіоні.

## Висновки
Загалом, політична співпраця Австралії і США зводиться до щорічних зустрічей у форматі AUSMIN та конференцій у рамках міжнародних організацій і різноманітних форумів, де розглядаються питання найрізноманітнішого характеру. Партнерство у військовій сфері відповідає інтересам обох держав та зводиться до вирішення питань безпеки та оборони в регіоні і світі в цілому. Переломним моментом у розвитку торгово-економічних відносинах стало підписання угоди про вільну торгівлю у 2005 році. Бувши стратегічним партнером, важливим і надійним союзником США та проводячи сучасну економічну політику, Австралія має можливість впливати на глобальні процеси в світі. Держави тісно співпрацюють в культурно-освітній галузі, у наукових розробках нових технологій та захисту екологічного середовища. На думку міністра ВМС 2009—2017 років Рея Мабуса (Ray Mabus), австралійці — одні з найдавніших і найвідданіших союзників США, і Америка завжди буде зацікавлена в тому, що робить і до чого пране Австралійський Союз.